# Emerson Leal (álbum)
Emerson Leal é o primeiro álbum de estúdio do cantor, compositor, multi-instrumentista e produtor Emerson Leal, lançado em 1º de outubro de 2012.

## Histórico
Um ano e meio depois de se mudar de Salvador para o Rio de Janeiro, Leal montou um estúdio em seu apartamento e nele começou a produzir gravações de canções suas; fazendo diversos experimentos, testando caminhos sonoros e usando para isso vários instrumentos, reais e virtuais. Paralelamente a isso, produzia o Booksong Tom Zé, livro que traria partituras, letras e cifras de composições representativas da obra do compositor de Irará. Da convivência entre os dois artistas nasceu a canção "Círculo", com letra de Tom Zé musicada por Leal. A feitura deste "Booksong Tom Zé" propiciou também a conexão entre Leal e o compositor paulistano Luiz Tatit, responsável pelo prefácio do livro. Leal enviou melodias e recebeu as letras do novo parceiro, dando vida assim às canções que passaram a se chamar "Das flores e Das Dores" e "Coisa perene". Outras três canções foram compostas por Emerson Leal neste período: "Silêncios", "(Que é que te deu) De repente" e "Mais da cama que da fama". A esta altura já se apresentava um caminho para o que viria a se tornar o primeiro  disco do artista. Além das canções citadas, Leal buscou em seu baú as antigas "Doce" e "No Japão", compostas em parceria com o poeta e também músico baiano Oto Paim, seu primeiro parceiro musical e amigo de adolescência, além do "Blues da vampira", do também baiano Eduardo Pinheiro. Completa o disco o ijexá moderno "Me love me", com letra do compositor paulista Fernando Salem musicada por Leal.
Há no disco a participação de duas cantoras paulistas; Verônica Ferriani (em "Me love me") e Ariella Parreira (em "No Japão"), e de dois instrumentistas baianos: Fabrício Mota (guitarras em "Blues da vampira") e Marcus Zanomia (Acordeom em "Coisa Perene").

## Recepção
O disco foi avaliado positivamente pela crítica especializada de veículos de várias partes do país. Em nota no Correio Braziliense, o jornalista Rosualdo Rodrigues escreveu que "No Brasil, é produto raro um compositor que seja também excelente cantor, como é o caso de Emerson Leal. O músico (...) estreia em disco com a segurança de um veterano, não só cantando e assinando as canções, mas também produzindo e tocando boa parte dos instrumentos".  O critico Mauro Ferreira, em seu blog Notas Musicais, comentou que "Emerson Leal, o disco, expõe o talento de compositor que se situa (bem) entre o pop e a MPB, merecendo visibilidade e atenção neste Brasil de cantoras". Antonio Carlos Miguel, em sua coluna/blog no portal G1, registrou que Leal teve, no disco, "mais acertos do que erros em sua MPB de pegada pop". O jornal Estado de Minas publicou uma matéria exclusiva sobre o álbum, intitulada "Uma estreia promissora" e realizada por Ana Clara Brant.  

### Nas rádios
A faixa "Coisa perene" foi ao ar pela primeira vez no dia 22 de novembro de 2012, dentro do programa "Faro MPB", da rádio MPB FM, localizada no Rio de Janeiro. No dia 5 de dezembro de 2012, a faixa "Círculo" estreou no programa "Avenida Brasil", da Radio Popolare de Milão, Itália - que uma semana depois apresentou a canção "Das flores e Das Dores". Esta faixa, composta e interpretada em parceria com Luiz Tatit, ainda seria executada pela primeira vez na GFM, de Salvador, dentro do programa "Sangue Novo" de 21 de fevereiro de 2013, e na Rádio Roquette-Pinto, do Rio de Janeiro, em 23 de março de 2013, dentro do programa "Geléia Moderna".
A Educadora FM (Salvador) dedicou ao álbum uma edição do programa "Especial das Seis", no dia 4 de novembro de 2013. Foram executadas algumas faixas do disco, intercaladas com comentários do próprio artista sobre o trabalho.

## Faixas
| N.º | Título                                       | Compositor(es)              | Duração |  |
| 1.  | "Doce"                                       | Emerson Leal/Oto Paim       | 3:05    |  |
| 2.  | "Me love me (part.: Verônica Ferriani)"      | Emerson Leal/Fernando Salem | 3:32    |  |
| 3.  | "(Que é que te deu) De repente"              | Emerson Leal                | 3:25    |  |
| 4.  | "No Japão [part.: Ariella Parreira]"         | Emerson Leal/Oto Paim       | 3:15    |  |
| 5.  | "Das flores e Das Dores [part.: Luiz Tatit]" | Emerson Leal/Luiz Tatit     | 3:32    |  |
| 6.  | "Blues da vampira"                           | Eduardo Pinheiro            | 2:43    |  |
| 7.  | "Mais da cama que da fama"                   | Emerson Leal                | 2:39    |  |
| 8.  | "Silêncios"                                  | Emerson Leal                | 2:03    |  |
| 9.  | "Coisa Perene"                               | Emerson Leal/Luiz Tatit     | 4:03    |  |
| 10. | "Círculo"                                    | Emerson Leal/Tom Zé         | 2:54    |  |